# Droshky
Il droshky (dal russo дрожки drojki), era una carrozza leggera trainata da 1-2 cavalli costituita da una trave semplice che unisce due assi, o una panca imbottita, appoggiata sulle quattro ruote, su cui si sedevano 2-4 passeggeri lateralmente o a cavalcioni. Introdotta in Russia all'inizio del XIX secolo ma largamente usato anche in Polonia, era un tempo usata nelle città di questi paesi come regolari mezzi di trasporto urbano, a differenza dei taxi che erano utilizzati esclusivamente a noleggio. 
Il wurst usato anche in Germania e in molti altri paesi europei era una vettura dello stesso tipo ma più grande e più lunga.
Oggigiorno, la cabina viene utilizzata per il noleggio (a pagamento) nei trasporti pubblici ed è un'attrazione turistica in molte città come elemento del folklore locale.